# Bagley (Wisconsin)
Pour les articles homonymes, voir Bagley.
Bagley est un village dans le comté de Grant, dans le Wisconsin, aux États-Unis d'Amérique.

## Historique
Le village fut construit proche de Prairie du Chien.
Un poste de traite fut aussi construit par Joseph Marin en 1753 au sud du village de Bagley d'aujourd'hui. Le village subit d'importants dommages durant l'inondation du 18 juillet, 2007.